# Херпаі-1 тема
Те́ма Герпаї-1 — тема в шаховій композиції. Суть теми — в кожному з двох тематичних варіантів рішення задачі одночасно перекриваються чорними дві свої лінійні фігури, але в одному варіанті використовується перекриття однієї фігури, а в другому варіанті — другої.

## Історія
Цю ідею запропонував у 1934 році угорський шаховий композитор Ференц Герпаї (08.08.1910 — 16.11.1994).
У кожному з двох варіантів розв'язку задачі чорні перекривають одночасно дві тематичні лінійні чорні фігури, але білі використовують перекриття лише однієї чорної фігури, а в наступному варіанті при перекритті цих же двох тематичних фігур використовується білими відповідно перекриття іншої з цих дох тематичних фігур.
Ця ідея дістала назву — тема Герпаї-1, оскільки є ще й інша ідея цього проблеміста — тема Герпаї-2.
|   | a | b | c | d | e | f | g | h |   |
| 8 | d8 чорна тура · h8 чорний слон · b5 чорний кінь · f5 біла тура · e4 чорний король · g4 білий слон · b3 чорний кінь · e3 білий пішак · d2 чорний пішак · e2 білий пішак · g2 білий кінь · b1 білий кінь · g1 білий слон · h1 білий король | d8 чорна тура · h8 чорний слон · b5 чорний кінь · f5 біла тура · e4 чорний король · g4 білий слон · b3 чорний кінь · e3 білий пішак · d2 чорний пішак · e2 білий пішак · g2 білий кінь · b1 білий кінь · g1 білий слон · h1 білий король | d8 чорна тура · h8 чорний слон · b5 чорний кінь · f5 біла тура · e4 чорний король · g4 білий слон · b3 чорний кінь · e3 білий пішак · d2 чорний пішак · e2 білий пішак · g2 білий кінь · b1 білий кінь · g1 білий слон · h1 білий король | d8 чорна тура · h8 чорний слон · b5 чорний кінь · f5 біла тура · e4 чорний король · g4 білий слон · b3 чорний кінь · e3 білий пішак · d2 чорний пішак · e2 білий пішак · g2 білий кінь · b1 білий кінь · g1 білий слон · h1 білий король | d8 чорна тура · h8 чорний слон · b5 чорний кінь · f5 біла тура · e4 чорний король · g4 білий слон · b3 чорний кінь · e3 білий пішак · d2 чорний пішак · e2 білий пішак · g2 білий кінь · b1 білий кінь · g1 білий слон · h1 білий король | d8 чорна тура · h8 чорний слон · b5 чорний кінь · f5 біла тура · e4 чорний король · g4 білий слон · b3 чорний кінь · e3 білий пішак · d2 чорний пішак · e2 білий пішак · g2 білий кінь · b1 білий кінь · g1 білий слон · h1 білий король | d8 чорна тура · h8 чорний слон · b5 чорний кінь · f5 біла тура · e4 чорний король · g4 білий слон · b3 чорний кінь · e3 білий пішак · d2 чорний пішак · e2 білий пішак · g2 білий кінь · b1 білий кінь · g1 білий слон · h1 білий король | d8 чорна тура · h8 чорний слон · b5 чорний кінь · f5 біла тура · e4 чорний король · g4 білий слон · b3 чорний кінь · e3 білий пішак · d2 чорний пішак · e2 білий пішак · g2 білий кінь · b1 білий кінь · g1 білий слон · h1 білий король | 8 |
| 7 | d8 чорна тура · h8 чорний слон · b5 чорний кінь · f5 біла тура · e4 чорний король · g4 білий слон · b3 чорний кінь · e3 білий пішак · d2 чорний пішак · e2 білий пішак · g2 білий кінь · b1 білий кінь · g1 білий слон · h1 білий король | d8 чорна тура · h8 чорний слон · b5 чорний кінь · f5 біла тура · e4 чорний король · g4 білий слон · b3 чорний кінь · e3 білий пішак · d2 чорний пішак · e2 білий пішак · g2 білий кінь · b1 білий кінь · g1 білий слон · h1 білий король | d8 чорна тура · h8 чорний слон · b5 чорний кінь · f5 біла тура · e4 чорний король · g4 білий слон · b3 чорний кінь · e3 білий пішак · d2 чорний пішак · e2 білий пішак · g2 білий кінь · b1 білий кінь · g1 білий слон · h1 білий король | d8 чорна тура · h8 чорний слон · b5 чорний кінь · f5 біла тура · e4 чорний король · g4 білий слон · b3 чорний кінь · e3 білий пішак · d2 чорний пішак · e2 білий пішак · g2 білий кінь · b1 білий кінь · g1 білий слон · h1 білий король | d8 чорна тура · h8 чорний слон · b5 чорний кінь · f5 біла тура · e4 чорний король · g4 білий слон · b3 чорний кінь · e3 білий пішак · d2 чорний пішак · e2 білий пішак · g2 білий кінь · b1 білий кінь · g1 білий слон · h1 білий король | d8 чорна тура · h8 чорний слон · b5 чорний кінь · f5 біла тура · e4 чорний король · g4 білий слон · b3 чорний кінь · e3 білий пішак · d2 чорний пішак · e2 білий пішак · g2 білий кінь · b1 білий кінь · g1 білий слон · h1 білий король | d8 чорна тура · h8 чорний слон · b5 чорний кінь · f5 біла тура · e4 чорний король · g4 білий слон · b3 чорний кінь · e3 білий пішак · d2 чорний пішак · e2 білий пішак · g2 білий кінь · b1 білий кінь · g1 білий слон · h1 білий король | d8 чорна тура · h8 чорний слон · b5 чорний кінь · f5 біла тура · e4 чорний король · g4 білий слон · b3 чорний кінь · e3 білий пішак · d2 чорний пішак · e2 білий пішак · g2 білий кінь · b1 білий кінь · g1 білий слон · h1 білий король | 7 |
| 6 | d8 чорна тура · h8 чорний слон · b5 чорний кінь · f5 біла тура · e4 чорний король · g4 білий слон · b3 чорний кінь · e3 білий пішак · d2 чорний пішак · e2 білий пішак · g2 білий кінь · b1 білий кінь · g1 білий слон · h1 білий король | d8 чорна тура · h8 чорний слон · b5 чорний кінь · f5 біла тура · e4 чорний король · g4 білий слон · b3 чорний кінь · e3 білий пішак · d2 чорний пішак · e2 білий пішак · g2 білий кінь · b1 білий кінь · g1 білий слон · h1 білий король | d8 чорна тура · h8 чорний слон · b5 чорний кінь · f5 біла тура · e4 чорний король · g4 білий слон · b3 чорний кінь · e3 білий пішак · d2 чорний пішак · e2 білий пішак · g2 білий кінь · b1 білий кінь · g1 білий слон · h1 білий король | d8 чорна тура · h8 чорний слон · b5 чорний кінь · f5 біла тура · e4 чорний король · g4 білий слон · b3 чорний кінь · e3 білий пішак · d2 чорний пішак · e2 білий пішак · g2 білий кінь · b1 білий кінь · g1 білий слон · h1 білий король | d8 чорна тура · h8 чорний слон · b5 чорний кінь · f5 біла тура · e4 чорний король · g4 білий слон · b3 чорний кінь · e3 білий пішак · d2 чорний пішак · e2 білий пішак · g2 білий кінь · b1 білий кінь · g1 білий слон · h1 білий король | d8 чорна тура · h8 чорний слон · b5 чорний кінь · f5 біла тура · e4 чорний король · g4 білий слон · b3 чорний кінь · e3 білий пішак · d2 чорний пішак · e2 білий пішак · g2 білий кінь · b1 білий кінь · g1 білий слон · h1 білий король | d8 чорна тура · h8 чорний слон · b5 чорний кінь · f5 біла тура · e4 чорний король · g4 білий слон · b3 чорний кінь · e3 білий пішак · d2 чорний пішак · e2 білий пішак · g2 білий кінь · b1 білий кінь · g1 білий слон · h1 білий король | d8 чорна тура · h8 чорний слон · b5 чорний кінь · f5 біла тура · e4 чорний король · g4 білий слон · b3 чорний кінь · e3 білий пішак · d2 чорний пішак · e2 білий пішак · g2 білий кінь · b1 білий кінь · g1 білий слон · h1 білий король | 6 |
| 5 | d8 чорна тура · h8 чорний слон · b5 чорний кінь · f5 біла тура · e4 чорний король · g4 білий слон · b3 чорний кінь · e3 білий пішак · d2 чорний пішак · e2 білий пішак · g2 білий кінь · b1 білий кінь · g1 білий слон · h1 білий король | d8 чорна тура · h8 чорний слон · b5 чорний кінь · f5 біла тура · e4 чорний король · g4 білий слон · b3 чорний кінь · e3 білий пішак · d2 чорний пішак · e2 білий пішак · g2 білий кінь · b1 білий кінь · g1 білий слон · h1 білий король | d8 чорна тура · h8 чорний слон · b5 чорний кінь · f5 біла тура · e4 чорний король · g4 білий слон · b3 чорний кінь · e3 білий пішак · d2 чорний пішак · e2 білий пішак · g2 білий кінь · b1 білий кінь · g1 білий слон · h1 білий король | d8 чорна тура · h8 чорний слон · b5 чорний кінь · f5 біла тура · e4 чорний король · g4 білий слон · b3 чорний кінь · e3 білий пішак · d2 чорний пішак · e2 білий пішак · g2 білий кінь · b1 білий кінь · g1 білий слон · h1 білий король | d8 чорна тура · h8 чорний слон · b5 чорний кінь · f5 біла тура · e4 чорний король · g4 білий слон · b3 чорний кінь · e3 білий пішак · d2 чорний пішак · e2 білий пішак · g2 білий кінь · b1 білий кінь · g1 білий слон · h1 білий король | d8 чорна тура · h8 чорний слон · b5 чорний кінь · f5 біла тура · e4 чорний король · g4 білий слон · b3 чорний кінь · e3 білий пішак · d2 чорний пішак · e2 білий пішак · g2 білий кінь · b1 білий кінь · g1 білий слон · h1 білий король | d8 чорна тура · h8 чорний слон · b5 чорний кінь · f5 біла тура · e4 чорний король · g4 білий слон · b3 чорний кінь · e3 білий пішак · d2 чорний пішак · e2 білий пішак · g2 білий кінь · b1 білий кінь · g1 білий слон · h1 білий король | d8 чорна тура · h8 чорний слон · b5 чорний кінь · f5 біла тура · e4 чорний король · g4 білий слон · b3 чорний кінь · e3 білий пішак · d2 чорний пішак · e2 білий пішак · g2 білий кінь · b1 білий кінь · g1 білий слон · h1 білий король | 5 |
| 4 | d8 чорна тура · h8 чорний слон · b5 чорний кінь · f5 біла тура · e4 чорний король · g4 білий слон · b3 чорний кінь · e3 білий пішак · d2 чорний пішак · e2 білий пішак · g2 білий кінь · b1 білий кінь · g1 білий слон · h1 білий король | d8 чорна тура · h8 чорний слон · b5 чорний кінь · f5 біла тура · e4 чорний король · g4 білий слон · b3 чорний кінь · e3 білий пішак · d2 чорний пішак · e2 білий пішак · g2 білий кінь · b1 білий кінь · g1 білий слон · h1 білий король | d8 чорна тура · h8 чорний слон · b5 чорний кінь · f5 біла тура · e4 чорний король · g4 білий слон · b3 чорний кінь · e3 білий пішак · d2 чорний пішак · e2 білий пішак · g2 білий кінь · b1 білий кінь · g1 білий слон · h1 білий король | d8 чорна тура · h8 чорний слон · b5 чорний кінь · f5 біла тура · e4 чорний король · g4 білий слон · b3 чорний кінь · e3 білий пішак · d2 чорний пішак · e2 білий пішак · g2 білий кінь · b1 білий кінь · g1 білий слон · h1 білий король | d8 чорна тура · h8 чорний слон · b5 чорний кінь · f5 біла тура · e4 чорний король · g4 білий слон · b3 чорний кінь · e3 білий пішак · d2 чорний пішак · e2 білий пішак · g2 білий кінь · b1 білий кінь · g1 білий слон · h1 білий король | d8 чорна тура · h8 чорний слон · b5 чорний кінь · f5 біла тура · e4 чорний король · g4 білий слон · b3 чорний кінь · e3 білий пішак · d2 чорний пішак · e2 білий пішак · g2 білий кінь · b1 білий кінь · g1 білий слон · h1 білий король | d8 чорна тура · h8 чорний слон · b5 чорний кінь · f5 біла тура · e4 чорний король · g4 білий слон · b3 чорний кінь · e3 білий пішак · d2 чорний пішак · e2 білий пішак · g2 білий кінь · b1 білий кінь · g1 білий слон · h1 білий король | d8 чорна тура · h8 чорний слон · b5 чорний кінь · f5 біла тура · e4 чорний король · g4 білий слон · b3 чорний кінь · e3 білий пішак · d2 чорний пішак · e2 білий пішак · g2 білий кінь · b1 білий кінь · g1 білий слон · h1 білий король | 4 |
| 3 | d8 чорна тура · h8 чорний слон · b5 чорний кінь · f5 біла тура · e4 чорний король · g4 білий слон · b3 чорний кінь · e3 білий пішак · d2 чорний пішак · e2 білий пішак · g2 білий кінь · b1 білий кінь · g1 білий слон · h1 білий король | d8 чорна тура · h8 чорний слон · b5 чорний кінь · f5 біла тура · e4 чорний король · g4 білий слон · b3 чорний кінь · e3 білий пішак · d2 чорний пішак · e2 білий пішак · g2 білий кінь · b1 білий кінь · g1 білий слон · h1 білий король | d8 чорна тура · h8 чорний слон · b5 чорний кінь · f5 біла тура · e4 чорний король · g4 білий слон · b3 чорний кінь · e3 білий пішак · d2 чорний пішак · e2 білий пішак · g2 білий кінь · b1 білий кінь · g1 білий слон · h1 білий король | d8 чорна тура · h8 чорний слон · b5 чорний кінь · f5 біла тура · e4 чорний король · g4 білий слон · b3 чорний кінь · e3 білий пішак · d2 чорний пішак · e2 білий пішак · g2 білий кінь · b1 білий кінь · g1 білий слон · h1 білий король | d8 чорна тура · h8 чорний слон · b5 чорний кінь · f5 біла тура · e4 чорний король · g4 білий слон · b3 чорний кінь · e3 білий пішак · d2 чорний пішак · e2 білий пішак · g2 білий кінь · b1 білий кінь · g1 білий слон · h1 білий король | d8 чорна тура · h8 чорний слон · b5 чорний кінь · f5 біла тура · e4 чорний король · g4 білий слон · b3 чорний кінь · e3 білий пішак · d2 чорний пішак · e2 білий пішак · g2 білий кінь · b1 білий кінь · g1 білий слон · h1 білий король | d8 чорна тура · h8 чорний слон · b5 чорний кінь · f5 біла тура · e4 чорний король · g4 білий слон · b3 чорний кінь · e3 білий пішак · d2 чорний пішак · e2 білий пішак · g2 білий кінь · b1 білий кінь · g1 білий слон · h1 білий король | d8 чорна тура · h8 чорний слон · b5 чорний кінь · f5 біла тура · e4 чорний король · g4 білий слон · b3 чорний кінь · e3 білий пішак · d2 чорний пішак · e2 білий пішак · g2 білий кінь · b1 білий кінь · g1 білий слон · h1 білий король | 3 |
| 2 | d8 чорна тура · h8 чорний слон · b5 чорний кінь · f5 біла тура · e4 чорний король · g4 білий слон · b3 чорний кінь · e3 білий пішак · d2 чорний пішак · e2 білий пішак · g2 білий кінь · b1 білий кінь · g1 білий слон · h1 білий король | d8 чорна тура · h8 чорний слон · b5 чорний кінь · f5 біла тура · e4 чорний король · g4 білий слон · b3 чорний кінь · e3 білий пішак · d2 чорний пішак · e2 білий пішак · g2 білий кінь · b1 білий кінь · g1 білий слон · h1 білий король | d8 чорна тура · h8 чорний слон · b5 чорний кінь · f5 біла тура · e4 чорний король · g4 білий слон · b3 чорний кінь · e3 білий пішак · d2 чорний пішак · e2 білий пішак · g2 білий кінь · b1 білий кінь · g1 білий слон · h1 білий король | d8 чорна тура · h8 чорний слон · b5 чорний кінь · f5 біла тура · e4 чорний король · g4 білий слон · b3 чорний кінь · e3 білий пішак · d2 чорний пішак · e2 білий пішак · g2 білий кінь · b1 білий кінь · g1 білий слон · h1 білий король | d8 чорна тура · h8 чорний слон · b5 чорний кінь · f5 біла тура · e4 чорний король · g4 білий слон · b3 чорний кінь · e3 білий пішак · d2 чорний пішак · e2 білий пішак · g2 білий кінь · b1 білий кінь · g1 білий слон · h1 білий король | d8 чорна тура · h8 чорний слон · b5 чорний кінь · f5 біла тура · e4 чорний король · g4 білий слон · b3 чорний кінь · e3 білий пішак · d2 чорний пішак · e2 білий пішак · g2 білий кінь · b1 білий кінь · g1 білий слон · h1 білий король | d8 чорна тура · h8 чорний слон · b5 чорний кінь · f5 біла тура · e4 чорний король · g4 білий слон · b3 чорний кінь · e3 білий пішак · d2 чорний пішак · e2 білий пішак · g2 білий кінь · b1 білий кінь · g1 білий слон · h1 білий король | d8 чорна тура · h8 чорний слон · b5 чорний кінь · f5 біла тура · e4 чорний король · g4 білий слон · b3 чорний кінь · e3 білий пішак · d2 чорний пішак · e2 білий пішак · g2 білий кінь · b1 білий кінь · g1 білий слон · h1 білий король | 2 |
| 1 | d8 чорна тура · h8 чорний слон · b5 чорний кінь · f5 біла тура · e4 чорний король · g4 білий слон · b3 чорний кінь · e3 білий пішак · d2 чорний пішак · e2 білий пішак · g2 білий кінь · b1 білий кінь · g1 білий слон · h1 білий король | d8 чорна тура · h8 чорний слон · b5 чорний кінь · f5 біла тура · e4 чорний король · g4 білий слон · b3 чорний кінь · e3 білий пішак · d2 чорний пішак · e2 білий пішак · g2 білий кінь · b1 білий кінь · g1 білий слон · h1 білий король | d8 чорна тура · h8 чорний слон · b5 чорний кінь · f5 біла тура · e4 чорний король · g4 білий слон · b3 чорний кінь · e3 білий пішак · d2 чорний пішак · e2 білий пішак · g2 білий кінь · b1 білий кінь · g1 білий слон · h1 білий король | d8 чорна тура · h8 чорний слон · b5 чорний кінь · f5 біла тура · e4 чорний король · g4 білий слон · b3 чорний кінь · e3 білий пішак · d2 чорний пішак · e2 білий пішак · g2 білий кінь · b1 білий кінь · g1 білий слон · h1 білий король | d8 чорна тура · h8 чорний слон · b5 чорний кінь · f5 біла тура · e4 чорний король · g4 білий слон · b3 чорний кінь · e3 білий пішак · d2 чорний пішак · e2 білий пішак · g2 білий кінь · b1 білий кінь · g1 білий слон · h1 білий король | d8 чорна тура · h8 чорний слон · b5 чорний кінь · f5 біла тура · e4 чорний король · g4 білий слон · b3 чорний кінь · e3 білий пішак · d2 чорний пішак · e2 білий пішак · g2 білий кінь · b1 білий кінь · g1 білий слон · h1 білий король | d8 чорна тура · h8 чорний слон · b5 чорний кінь · f5 біла тура · e4 чорний король · g4 білий слон · b3 чорний кінь · e3 білий пішак · d2 чорний пішак · e2 білий пішак · g2 білий кінь · b1 білий кінь · g1 білий слон · h1 білий король | d8 чорна тура · h8 чорний слон · b5 чорний кінь · f5 біла тура · e4 чорний король · g4 білий слон · b3 чорний кінь · e3 білий пішак · d2 чорний пішак · e2 білий пішак · g2 білий кінь · b1 білий кінь · g1 білий слон · h1 білий король | 1 |
|   | a | b | c | d | e | f | g | h |   |

FEN: 3r3b/8/8/1n3R2/4k1B1/1n2P3/3pP1N1/1N4BK
1. Sh4! ~ 2. Вf3#
1. ... S3d4 2. Sхd2#
1. ... S5d4 2. Sc3#
Після вступного ходу білих виникає загроза, і захищаючись чорні перекривають одночасно в кожному тематичному варіанті свою туру і слона, але в першому варіанті використовується перекриття лише тури, а в другому — перекриття слона.